# Fazendeiro siciliano indicando o caminho a um soldado norte-americano
Fazendeiro siciliano indicando o caminho a um soldado norte-americano. Perto de Troina. Itália. Agosto de 1943 é uma fotografia em preto e branco tirada por Robert Capa na Sicília em 4 de agosto de 1943. Capa foi à Sicília no fim de julho de 1943 para documentar a invasão dos Aliados na ilha italiana e tirou fotos relacionadas ao conflito, representando os soldados estadunidenses, os invasores alemães, os guerrilheiros italianos e a população civil.

## Descrição
Capa já havia fotografado vasto material relacionado à invasão da Sicília, quando tirou esta fotografia perto de Troina, em 4 de agosto de 1943. Passou a ser um dos registros mais populares e o mais emblemático da série que ele realizou durante a campanha da Sicília.
A fotografia tem, em primeiro plano, um camponês siciliano, vestido com roupas tradicionais, conversando com um jovem soldado estadunidense, que escuta, agachado, enquanto aponta com sua bengala a direção para onde os alemães foram. O idoso não esconde o entusiasmo em ajudar os libertadores de sua ilha, enquanto o soldado escuta com interesse. Existe uma cumplicidade entre os dois homens, apesar das diferenças de idade e origem. Ao fundo, uma paisagem típica do Mediterrâneo, com pastagens e algumas árvores.

## Coleções públicas
Há impressões da fotografia no International Center of Photography, em Nova York, e no Hood Museum of Art, Dartmouth College, em Hanover, New Hampshire.